# Pteronotus gymnonotus
Pteronotus gymnonotus es una especie de murciélago de la familia Mormoopidae. 
Se encuentra en América Central y el norte de Sudamérica.